# Mauvais Genres
Mauvais Genres is een Frans-Belgische film van Francis Girod die werd uitgebracht in 2001.
Het scenario is gebaseerd op de politieroman Transfixions (1998) van Brigitte Aubert.

## Samenvatting
Commissaris Huysmans, een wat gedesillusioneerde politie-inspecteur, kruist het pad van Bo Ancelin. Bo is een jongeman die in zijn jeugd is misbruikt door zijn eigen vader en besloten heeft als vrouw door het leven te gaan. Huysmans is belast met het onderzoek naar de moorden die in Brussel door een seriemoordenaar worden gepleegd op prostituees en travestieten. 
Huysmans maakt kennis met Bo wanneer diens vrienden op hun beurt worden vermoord. Bo trekt zelf op onderzoek uit met de bedoeling de politie duidelijk te maken dat de verdenkingen tegen hem ongegrond zijn.

## Rolverdeling
| Acteur             | Personage                |
| ------------------ | ------------------------ |
| Richard Bohringer  | commissaris Huysmans     |
| Robinson Stévenin  | Bo                       |
| Stéphane Metzger   | Johnny                   |
| William Nadylam    | Maëva, een transseksueel |
| Frédéric Pellegeay | Alex                     |
| Ginette Garcin     | Louisette Vincent        |
| Stéphane De Groodt | Pryzuski                 |
| Charlie Dupont     | Courtois                 |
| Gaëtan Wenders     | de verpleger             |
| Micheline Presle   | Violette Ancelin         |
| Marcel Dossogne    | professor Ancelin        |
| Thibaut Corrion    | Marlène                  |
| Élie Lison         | Antoine                  |